# فيليب لورينز جايجر
فيليب لورينز جايجر (بالألمانية: Philipp Lorenz Geiger)‏ هو كيميائي وصيدلي ألماني، ولد في 29 أغسطس 1785 في فراينسهايم في ألمانيا، وتوفي في 19 يناير 1836 في هايدلبرغ في ألمانيا.